# Г'ю Лофтінг
Г'ю Джон Лофтінг (англ. Hugh John Lofting, 1886—1947) — англійський дитячий письменник, творець циклу творів про доктора Дуліттла, який став прототипом доктора Айболитя.

## Життєпис
Народився в Мейденгеді (графство Беркшир), був одним із шістьох дітей англійця Джона Брайна Лофтінга та ірландки Елізабет Агнес (Геннон) Лофтінг. 1904 року закінчив єзуїтську закриту школу в Честерфілді, після чого рік навчався в Массачусетському технологічному інституті в США, потім 1907 року закінчив курсову роботу в Лондонському політехнічному інституті, де здобув спеціальність інженера. У 1908—1912 роках працював інженером у Канаді, в Південній Африці та на Гаванській залізниці на Кубі. 1912 року оселився в Нью-Йорку, де розпочав письменницьку кар'єру.
З початком Першої світової війни Лофтінг, як підданий Великої Британії, працював у США на Британське міністерство інформації. 1916 року направлений в ірландську гвардію в званні лейтенанта, і в 1917—1918 роках брав участь у бойових діях у Фландрії та Франції. 1918 року тяжко поранений у стегно і списаний з армії через інвалідність. 1919 року разом із сім'єю повернувся додому до Нью-Йорка, де відновив літературну діяльність, регулярно публікуючи книги про пригоди доктора Дуліттла, регулярно виступав із лекціями та активно листувався з юними читачами. Згодом Лофтінги переїхали в Коннектикут, а потім — до Каліфорнії, де Г'ю Лофтінг помер 1947 року.

## Особисте життя
Був тричі одруженим. Перший шлюб укладено 1912 року в США зі Флорою Смолл, від цього шлюбу було двоє дітей — дочка Елізабет Мері і син Колін Макмагон. Флора померла 1927 року, і Г'ю знову одружився 1928 року, але його друга дружина — Кетрін Гарровер Петерс — захворіла і померла того ж року. 1935 року одружився втретє, з Жозефіною Фрікер зі сім'ї німецьких переселенців у Канаді, через рік у них народився син — Крістофер Клемент.

### Доктор Дуліттл
1. Історія доктора Дуліттла (англ. The Story of Doctor Dolittle, 1920)
2. Подорожі доктора Дуліттла (англ. The Voyages of Doctor Dolittle, 1922)
3. Пошта доктора Дуліттла (англ. Doctor Dolittle's Post Office, 1923)
4. Цирк доктора Дуліттла (англ. Doctor Dolittle's Circus, 1924)
5. Зоопарк доктора Дуліттла (англ. Doctor Dolittle's Zoo, 1925)
6. Опера доктора Дуліттла (англ. Doctor Dolittle's Caravan, 1926)
7. Парк доктора Дуліттла (англ. Doctor Dolittle's Garden, 1927)
8. Доктор Дуліттл на Місяці (англ. Doctor Dolittle in the Moon, 1928)
9. Кухонна енциклопедія поросяти Габ-Габа (англ. Gub-Gub's Book, An Encyclopaedia of Food, 1932)
10. Повернення доктора Дуліттла (англ. Doctor Dolittle's Return, 1933)
11. Щоденник доктора Дуліттла (англ. Doctor Dolittle's Birthday Book, 1936)
12. Доктор Дуліттл і таємне озеро (англ. Doctor Dolittle and the Secret Lake, 1948)
13. Доктор Дуліттл і зелена канарка (англ. Doctor Dolittle and the Green Canary, 1950)
14. Пригоди доктора Дуліттла в Падлбі (англ. Doctor Dolittle's Puddleby Adventures, 1952)

### Інші
1. Історія місіс Таббс (англ. The Story of Mrs Tubbs, 1923)
2. Вірші про вівсянку (англ. Porridge Poetry, 1924)
3. Гучна Нора (англ. Noisy Nora, 1929)
4. Сутінки магії (англ. The Twilight of Magic, 1930)
5. Томмі, Тіллі та місіс Таббс (англ. Tommy, Tilly, and Mrs. Tubbs, 1936)
6. Перемога полеглих (англ. Victory for the Slain, 1942)

## Переклади українською
- Г'ю Лофтінґ. Історія доктора Дуліттла / пер. з анг. Юрій Сущ. — К. : Nebo BookLab Publishing, 2020. — 160 с. — ISBN 978-617-7537-96-9.
- Х'ю Лофтінг. Історія доктора Дуліттла / пер. з анг. Наталія Куровська. — Л. : Апріорі, 2020. — 184 с. — ISBN 978-617-629-607-2.
- Х'ю Лофтінг. Мандри Доктора Дуліттла / пер. з анг. Наталія Куровська. — Л. : Апріорі, 2021. — 416 с. — ISBN 978-617-629-695-9.
- Х'ю Лофтінг. Пошта Доктора Дуліттла / пер. з анг. Наталія Куровська. — Л. : Апріорі, 2023. — 408 с. — ISBN 978-617-629-740-6.
- Г'ю Лофтінґ. Історія лікаря Дуліттла / пер. з анг. Юрій Лисенко. — Х. : Фоліо, 2020. — 128 с. — ISBN 978-966-03-9178-9.
- Подорожі Лікаря Дуліттла:.
  - Г'ю Лофтінґ. Подорожі Лікаря Дуліттла. Підготовка / пер. з анг. Юрій Лисенко. — Х. : Фоліо, 2020. — 128 с. — ISBN 978-966-03-9296-0.
  - Г'ю Лофтінґ. Подорожі Лікаря Дуліттла. На острові / пер. з анг. Юрій Лисенко. — Х. : Фоліо, 2021. — 112 с. — ISBN 978-966-03-9297-7.
  - Г'ю Лофтінґ. Подорожі Лікаря Дуліттла. Запалення вогню / пер. з анг. Юрій Лисенко. — Х. : Фоліо, 2020. — 416 с. — ISBN 978-966-03-9298-4.
- Поштове відділення Лікаря Дуліттла:.
  - Г'ю Лофтінґ. Поштове відділення Лікаря Дуліттла. Королівська пошта Фантіппо / пер. з анг. Леся Лисенко. — Х. : Фоліо, 2021. — 112 с. — ISBN 978-966-03-9383-7.
  - Г'ю Лофтінґ. Поштове відділення Лікаря Дуліттла. Бюро погоди / пер. з анг. Юрій Лисенко. — Х. : Фоліо, 2021. — 112 с. — ISBN 978-966-03-9392-9.
  - Г'ю Лофтінґ. Поштове відділення Лікаря Дуліттла. Останнє розпорядження Генерального Поштмейстера / пер. з анг. Юрій Лисенко. — Х. : Фоліо, 2021. — 112 с. — ISBN 978-966-03-9541-1.

## Екранізації
- Доктор Дуліттл (фільм, 1967)
- Доктор Дуліттл (фільм, 1998)
- Доктор Дуліттл 2
- Доктор Дуліттл 3
- Доктор Дуліттл 4
- Доктор Дуліттл 5
- Доктор Дуліттл (мультсеріал)[en]
- Дуліттл (фільм, 2020)